# People Get Ready
People Get Ready è un singolo del 1965 degli Impressions, e la title track dell'album People Get Ready. Il singolo è il brano più conosciuto del gruppo, che raggiunse la terza posizione della classifica Billboard R&B Chart, e la numero 14 Billboard Pop Chart.
La canzone, ampiamente influenzata dalla musica soul, fu composta da Curtis Mayfield ed è un ritratto del crescente senso di consapevolezza sociale e politica della gente della sua epoca.
La rivista Rolling Stone ha nominato People Get Ready la ventiquattresima migliore canzone di tutti i tempi. Inoltre la canzone è stata inclusa nella Rock and Roll Hall of Fame.

## Cover
Nel corso degli anni la canzone è stata oggetto di cover da parte di numerosissimi artisti fra cui Bob Marley, Ziggy Marley, Dionne Warwick, The Everly Brothers, Kenny Rankin, Vanilla Fudge, Jeff Beck e Rod Stewart, Phil Collins, Jimmy Little, Eva Cassidy, Hed P.E., John Denver, Steve Perry, U2, Aretha Franklin, The Housemartins, The Walker Brothers, Trin-i-tee 5:7, Margaret Becker, The Chambers Brothers, John Oates, The Meters, The Doors, The Blind Boys of Alabama, Human Nature, Alicia Keys, Joss Stone e Lyfe Jennings, Maceo Parker, Ladysmith Black Mambazo, Taylor Hicks, Kevin Max, Terry Callier, Ed Motta, e Dan McLean Jr. Bob Dylan ha registrato il brano in tre differenti versioni nel 1967, nel 1978 per il film Renaldo and Clara e nel 1988 per il film Flashback. Nel 2008 una nuova cover da parte di Seal (album Soul). Nel 2012 è stata interpretata da Greg Lake (Piano e Voce).

## Citazioni
La canzone è citata nel manga Eden: It's an Endless World! di Hiroki Endo: l'ultimo volume della serie termina infatti sulle parole di questo brano.